# ブレイン・ボイヤー
ブレイン・トーマス・ボイヤー（Blaine Thomas Boyer、1981年7月11日 - ）は、アメリカ合衆国・ジョージア州アトランタ出身の元プロ野球選手（投手）。右投右打。
愛称はグランデ・ロホ（スペイン語で「大きな赤」だが、ここでは「巨躯の赤髪」という意味で使われる）。

## 経歴

### プロ入りとブレーブス時代

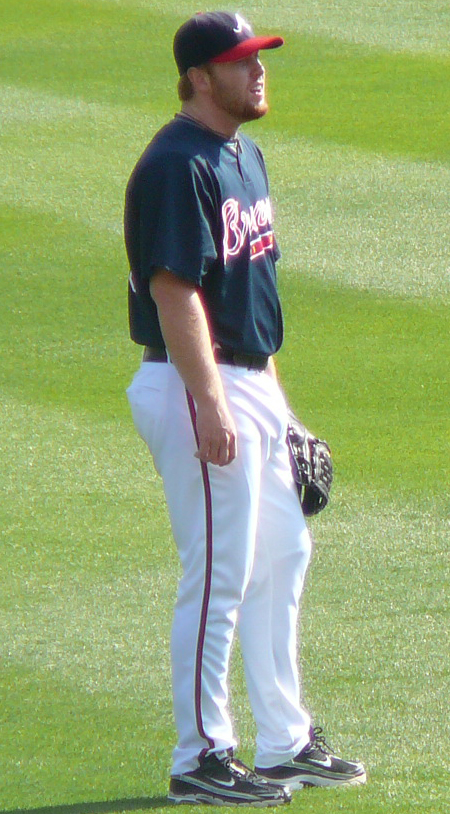
2008年

2000年6月13日、MLBドラフト3巡目（全体100位）で地元ジョージア州のアトランタ・ブレーブスから指名される。学生時代は主に外野手だったが、高校最後の試合で初めて投手として出場し、それがきっかけで投手として指名されている。
2005年6月12日のオークランド・アスレチックス戦においてメジャーデビューを果たす。同年は43試合に登板し、防御率3.11の成績を挙げる。
2006年は、故障者リスト入りしメジャーでわずか2試合の登板だった。
2007年も5試合の登板にとどまった。
2008年にはリリーフとして76試合登板。しかし、防御率は5.88と精彩を欠いた。
2009年は、開幕から打ち込まれ3試合で防御率40点台の乱調だった。

### カージナルス時代
2009年4月20日にブライアン・バートンとのトレードで、セントルイス・カージナルスへ移籍した。しかし、カージナルスでも思うような働きができず、6月4日にDFAとなった。

### ダイヤモンドバックス時代
2009年6月8日にウェイバー公示を経てアリゾナ・ダイヤモンドバックスへ移籍した。
2010年も54試合に登板。オフの12月2日にFAとなった。

### メッツ時代

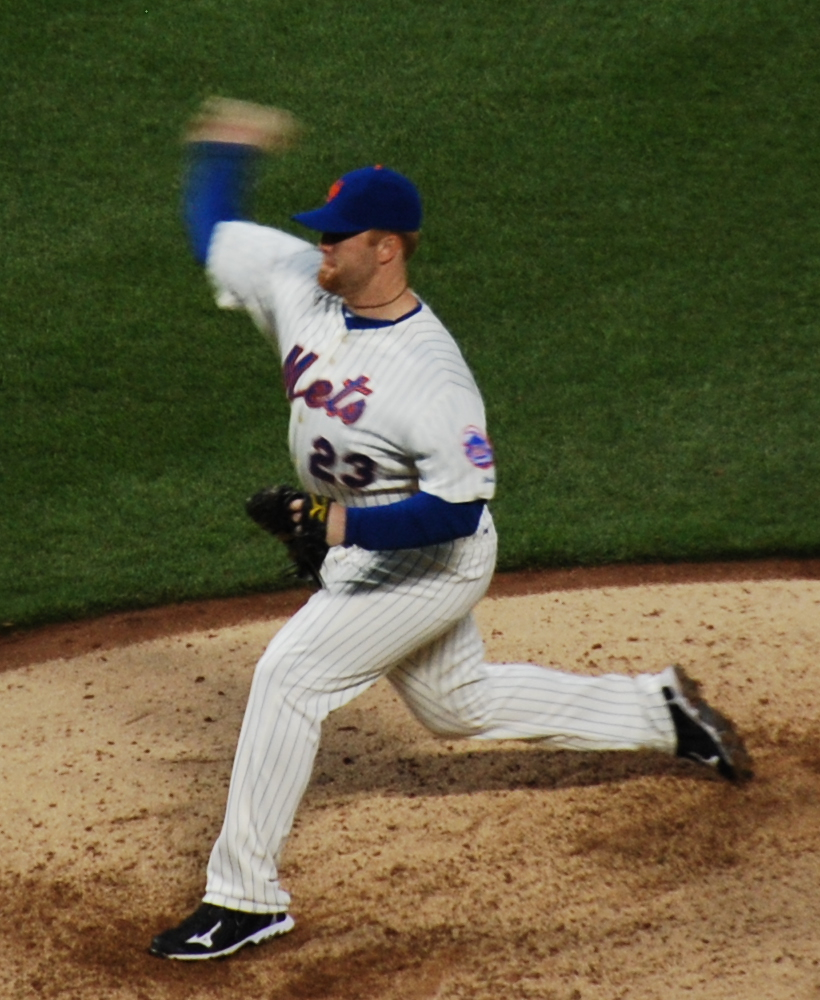
2011年4月8日

2011年1月21日にニューヨーク・メッツとマイナー契約を結び、メジャーで5試合に登板。しかし4月10日にDFAとなり、13日にFAとなった。

### パイレーツ傘下時代
2011年4月18日にピッツバーグ・パイレーツとマイナー契約を結んだ。AAA級インディアナポリス・インディアンス、AA級アルトゥーナ・カーブに所属したが、6月17日に自由契約となった。

### カージナルス復帰
2011年7月5日にセントルイス・カージナルスとマイナー契約を結んだ。8月13日に自由契約となった。

### ロイヤルズ傘下時代

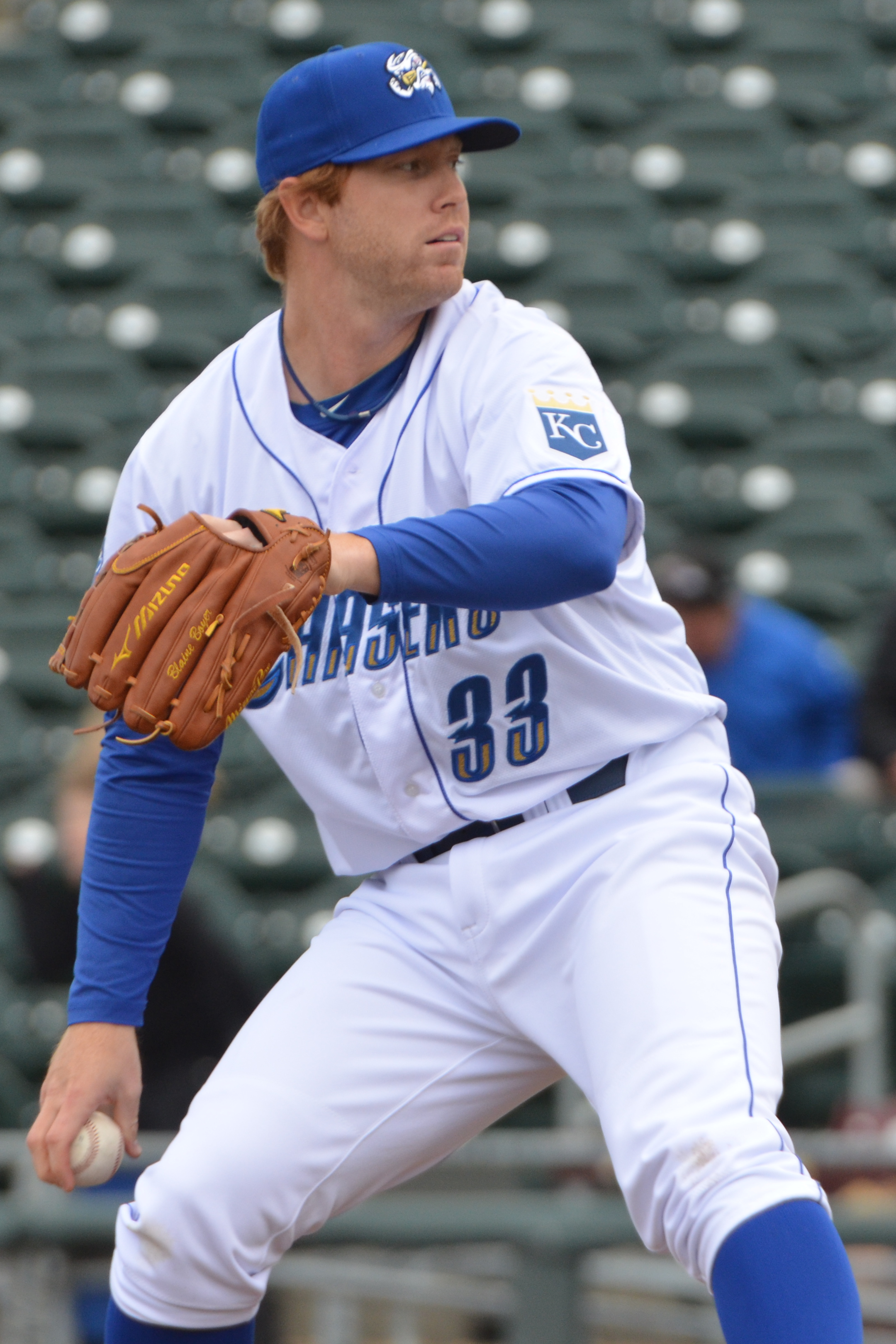
2013年4月14日

2013年1月3日にカンザスシティ・ロイヤルズとマイナー契約を結んだ。開幕から傘下のAAA級オマハ・ストームチェイサーズでプレーしていたが、5月17日に自由契約となった。

### 阪神時代

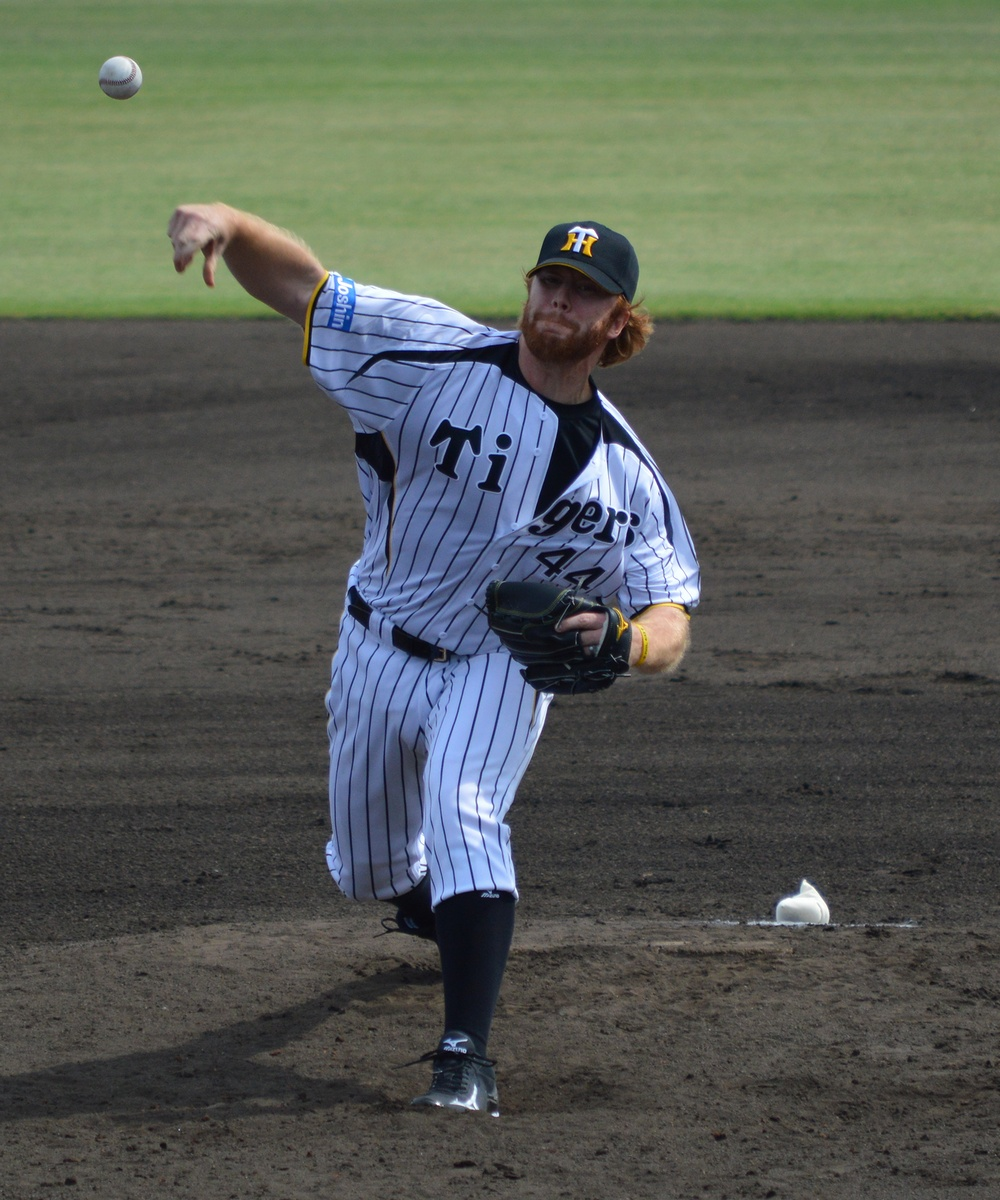
2013年6月5日

2013年5月26日に阪神タイガースと契約した。背番号は「44」で、登録名はボイヤー。阪神では、長年セットアッパーやクローザーを務めていた藤川球児が開幕前にシカゴ・カブスへ移籍。これを機に先発からクローザーに回った久保康友や、セットアッパーの安藤優也・福原忍が5月に入って調子を落としていたこともあって、速球派にして制球力の高いボイヤーの獲得で救援陣の強化を図った。
入団後は、二軍での調整を経て、6月21日に初めての出場選手登録。同月23日の対横浜DeNAベイスターズ戦（横浜スタジアム）で、一軍デビューを果たした。その後は中継ぎ要員として登板を重ねていたが、150 km/h台の速球を連投しても相手打者から空振りを奪えないという弱点を露呈。次第に集中打を浴びるようになったことから、7月26日に左腕投手のロバート・ザラテと入れ替わる格好で出場選手登録を抹消された。二軍では投手コーチの久保康生のもとで投球フォームを修正し、球数を多く投げて動作を浸透させるために先発にも挑戦した。8月21日に救援要員として再び一軍へ昇格。来日10試合目の一軍戦登板になった8月23日の対中日ドラゴンズ戦（ナゴヤドーム）で来日初勝利を挙げると、翌24日の同カードでも救援登板で勝利投手になった。その後の公式戦でも10試合中7試合に登板したが、登板過多の影響で右肩の張りを訴えたことから、9月5日に再び出場選手登録を抹消された。なお、同月17日には一軍に復帰。終盤戦からクライマックスシリーズ（阪神がシーズン2位でファーストステージまで進出）にかけても、中継ぎ投手として登板を重ねた。しかし、球団がシーズン終了後に呉昇桓とマウロ・ゴメスを獲得したことから、一軍で同時に出場できる外国人選手枠（最大4名）との兼ね合いで退団に至った。12月2日に自由契約となった。

### パドレス時代
2014年1月10日にサンディエゴ・パドレスとマイナー契約を結んだ。開幕後はAAA級エル・パソ・チワワズで18試合に登板。1勝2敗3セーブ・防御率3.32の成績で、5月22日にパドレスとメジャー契約を結んだ。同日のシカゴ・カブス戦で2回を無失点に抑えたものの、5月25日にDFAとなり、27日に40人枠を外れる形でAAA級エル・パソへ降格した。6月15日に再びパドレスとメジャー契約を結んだ。オフにFAとなった。

### ツインズ時代
2015年1月7日にミネソタ・ツインズとマイナー契約を結んだ。スプリングトレーニングで10試合に登板して防御率1.26を残し、開幕25人枠入りした。同年は、キャリアで2番目に多い68試合に登板し、防御率はキャリアハイの2.49を記録した。また同年、メジャーで通算300試合登板に到達した。11月2日にFAとなった。

### ブルワーズ時代
2016年2月12日にミルウォーキー・ブルワーズとマイナー契約を結び、スプリングトレーニングに合流した。4月2日にメジャー契約を結んで開幕25人枠入りした。61試合に登板したが、オフにFAとなった。

### レッドソックス時代
2017年1月17日にプロ入り時の古巣・ブレーブスとマイナー契約を結んだ。メジャーのキャンプに招待選手として参加したが、3月25日に自由契約となった。
その後、4月18日にボストン・レッドソックスとマイナー契約を結び、傘下のAAA級ポータケット・レッドソックスへ配属された。5月28日にメジャー契約を結び、アクティブ・ロースター入りした。同年は32試合にリリーフ登板して通算400試合登板に達したが、防御率4.35・1勝1敗・WHIP1.55という成績で、防御率とWHIPは2年連続で悪化するなど、低調な成績だった。なお、マイナーのAAA級ポータケットでは、11試合のリリーフ登板で防御率2.93・2敗・WHIP1.30という成績を記録した。オフの11月2日にFAとなった。

### ロイヤルズ時代
2018年2月7日にロイヤルズとマイナー契約を結び、招待選手としてメジャーのスプリングトレーニングに参加することになった。3月29日にメジャー契約を結んで開幕25人枠入りした。5月28日のミネソタ・ツインズ戦で右腰の張りを訴え、5月30日に5月29日に遡って10日間の故障者リスト入り、6月5日に60日間の故障者リストに移行した。8月12日に故障者リストから復帰し、8月14日のトロント・ブルージェイズ戦に登板したが、ケビン・ピラーに本塁打を浴びるなど1回2失点で降板し、8月15日に自由契約となった。

## 投球スタイル
球の出どころの見づらいフォームから繰り出す最速159km/h、平均球速149km/hのフォーシームと、同じく平均球速149km/hのツーシームを主体とする速球派。
変化球は、空振りの取れるスライダーのほか、カーブ、チェンジアップを投げる。しかし、奪三振率は低く、基本的にはツーシームで打たせて捕るタイプの投手である。

## 人物
趣味は狩猟で、幼少期から森で狩りをしていた。

## 詳細情報

### 年度別投手成績
| 年 度     | 球 団     | 登 板 | 先 発 | 完 投 | 完 封 | 無 四 球 | 勝 利 | 敗 戦 | セ 丨 ブ | ホ 丨 ル ド | 勝 率 | 打 者 | 投 球 回 | 被 安 打 | 被 本 塁 打 | 与 四 球 | 敬 遠 | 与 死 球 | 奪 三 振 | 暴 投 | ボ 丨 ク | 失 点 | 自 責 点 | 防 御 率 | W H I P |
| --------- | --------- | ----- | ----- | ----- | ----- | -------- | ----- | ----- | -------- | ----------- | ----- | ----- | -------- | -------- | ----------- | -------- | ----- | -------- | -------- | ----- | -------- | ----- | -------- | -------- | ------- |
| 2005      | ATL       | 43    | 0     | 0     | 0     | 0        | 4     | 2     | 0        | 9           | .667  | 158   | 37.2     | 32       | 1           | 17       | 0     | 2        | 33       | 2     | 0        | 13    | 13       | 3.11     | 1.30    |
| 2006      | ATL       | 2     | 0     | 0     | 0     | 0        | 0     | 0     | 0        | 1           | ----  | 7     | 0.2      | 4        | 0           | 1        | 0     | 0        | 0        | 0     | 0        | 3     | 3        | 40.50    | 7.50    |
| 2007      | ATL       | 5     | 0     | 0     | 0     | 0        | 0     | 0     | 0        | 1           | ----  | 26    | 5.1      | 10       | 0           | 1        | 1     | 0        | 3        | 2     | 0        | 3     | 2        | 3.38     | 2.06    |
| 2008      | ATL       | 76    | 0     | 0     | 0     | 0        | 2     | 6     | 1        | 14          | .250  | 313   | 72.0     | 73       | 10          | 25       | 4     | 2        | 67       | 2     | 0        | 51    | 47       | 5.88     | 1.36    |
| 2009      | ATL       | 3     | 0     | 0     | 0     | 0        | 0     | 1     | 0        | 0           | .000  | 11    | 1.1      | 3        | 0           | 3        | 0     | 1        | 2        | 0     | 0        | 6     | 6        | 40.50    | 1.39    |
| 2009      | STL       | 15    | 0     | 0     | 0     | 0        | 0     | 0     | 0        | 2           | ----  | 70    | 16.1     | 14       | 1           | 5        | 0     | 1        | 9        | 0     | 0        | 10    | 8        | 4.41     | 4.50    |
| 2009      | ARI       | 30    | 0     | 0     | 0     | 0        | 0     | 1     | 0        | 2           | .000  | 160   | 37.0     | 39       | 0           | 12       | 0     | 3        | 18       | 2     | 0        | 20    | 11       | 2.68     | 1.16    |
| '09計     | ARI       | 48    | 0     | 0     | 0     | 0        | 0     | 2     | 0        | 4           | .000  | 241   | 54.2     | 56       | 1           | 20       | 0     | 5        | 29       | 2     | 0        | 36    | 25       | 4.12     | 1.38    |
| 2010      | ARI       | 54    | 0     | 0     | 0     | 0        | 3     | 2     | 0        | 5           | .600  | 251   | 57.0     | 59       | 3           | 29       | 1     | 1        | 29       | 2     | 0        | 32    | 27       | 4.26     | 1.54    |
| 2011      | NYM       | 5     | 0     | 0     | 0     | 0        | 0     | 2     | 1        | 0           | .000  | 33    | 6.2      | 13       | 2           | 1        | 0     | 1        | 1        | 0     | 0        | 8     | 8        | 10.80    | 2.10    |
| 2013      | 阪神      | 22    | 0     | 0     | 0     | 0        | 3     | 1     | 0        | 0           | .750  | 104   | 27.0     | 20       | 3           | 4        | 0     | 0        | 21       | 0     | 0        | 8     | 8        | 2.67     | 0.89    |
| 2014      | SD        | 32    | 0     | 0     | 0     | 0        | 0     | 1     | 0        | 5           | .000  | 160   | 40.1     | 34       | 2           | 8        | 0     | 0        | 29       | 1     | 0        | 16    | 16       | 3.57     | 1.04    |
| 2015      | MIN       | 68    | 0     | 0     | 0     | 0        | 3     | 6     | 1        | 19          | .333  | 268   | 65.0     | 62       | 5           | 19       | 4     | 0        | 33       | 5     | 0        | 24    | 18       | 2.49     | 1.25    |
| 2016      | MIL       | 61    | 0     | 0     | 0     | 0        | 2     | 4     | 1        | 5           | .333  | 282   | 66.0     | 80       | 4           | 17       | 3     | 1        | 26       | 0     | 0        | 30    | 29       | 3.95     | 1.47    |
| 2017      | BOS       | 32    | 0     | 0     | 0     | 0        | 1     | 1     | 0        | 2           | .500  | 178   | 41.1     | 50       | 3           | 14       | 3     | 1        | 33       | 1     | 0        | 20    | 20       | 4.35     | 1.55    |
| 2018      | KC        | 21    | 0     | 0     | 0     | 0        | 2     | 1     | 1        | 2           | .667  | 109   | 21.2     | 32       | 7           | 13       | 3     | 0        | 9        | 0     | 0        | 33    | 29       | 12.05    | 2.08    |
| MLB：12年 | MLB：12年 | 447   | 0     | 0     | 0     | 0        | 17    | 27    | 5        | 67          | .386  | 2026  | 468.1    | 505      | 38          | 165      | 19    | 13       | 292      | 17    | 0        | 269   | 237      | 4.55     | 1.43    |
| NPB：1年  | NPB：1年  | 22    | 0     | 0     | 0     | 0        | 3     | 1     | 0        | 0           | .750  | 104   | 27.0     | 20       | 3           | 4        | 0     | 0        | 21       | 0     | 0        | 8     | 8        | 2.67     | 0.89    |

- 2018年度シーズン終了時

### 記録
NPB
- 初登板：2013年6月23日、対横浜DeNAベイスターズ8回戦（横浜スタジアム）、7回裏3番手で救援登板、1回無失点
- 初奪三振：同上、7回裏に中村紀洋から空振り三振
- 初勝利：2013年8月23日、対中日ドラゴンズ16回戦（ナゴヤドーム）、5回裏に2番手で救援登板、1回無失点

### 背番号
- 48（2005年 - 2007年、2016年）
- 56（2008年 - 2009年）
- 54（2009年途中 - 同年途中）
- 55（2009年途中 - 2010年）
- 23（2011年）
- 44（2013年）
- 58（2014年）
- 36（2015年）
- 51（2017年 - 2018年）

### 登場曲
- 「Locked Out Of Heaven」Bruno Mars（2013年）